# Sebastiano Alcaini
Sebastiano Alcaini (Venezia, 31 luglio 1748 – Venezia, 4 marzo 1803) è stato un vescovo cattolico italiano.

## Biografia
Nato a Venezia il 31 luglio 1748 da Giuseppe Alcaini e Petronilla Aliprandi, entrò giovanissimo nei Somaschi e già in gioventù si distinse per la sua preparazione filosofica. Successivamente, si trasferì a Cividale del Friuli come lettore nella facoltà di filosofia del Collegio di Santo Spirito, dove fu anche eletto vicario. La sua reputazione accademica e religiosa lo portò a Roma, al Collegio Clementino, dove si fece notare anche dal papa Pio VI, che il 14 febbraio 1785 lo nominò vescovo titolare di Apollonia ed ausiliare di Belluno. Venne consacrato vescovo il successivo 20 febbraio, a Roma, per mano del cardinale Carlo Rezzonico.
Il 26 settembre 1785, a seguito della morte di Giovanni Battista Sandi, fu nominato vescovo di Belluno, incarico che assunse ufficialmente il 13 dicembre dello stesso anno. Durante il suo episcopato si distinse per la sua pietà, giustizia e generosità, e fu particolarmente amato dalla sua comunità. Si preoccupò attivamente delle necessità dei poveri, distribuendo denaro e grano, e incoraggiando i ricchi a fare lo stesso. Inoltre, intraprese una riforma significativa degli ospedali di Belluno, unendo in un unico istituto i tre ospedali di Santa Maria dei Battuti, Santa Maria Nova e San Biagio di Campestrino, migliorando le strutture e i servizi per i bisognosi. Fu anche noto per la sua dedizione alla cura del palazzo vescovile, al quale aggiunse miglioramenti e restauri significativi. Nonostante le difficoltà politiche della Repubblica di Venezia, non lasciò mai la sua sede, resistendo alle pressioni di chi gli chiedeva di rientrare in patria.
Verso la fine della sua vita visse con crescente difficoltà a causa di una lunga malattia che lo costrinse a ritirarsi nella casa paterna a Venezia. Morì il 4 marzo 1805, dopo due mesi di sofferenza, e fu celebrato con solenni funerali a Belluno, dove la sua morte suscitò un ampio cordoglio. Un'orazione funebre in latino fu pronunciata in sua memoria dal sacerdote somasco Paolo Murari e il suo ricordo fu onorato anche in un ritratto inciso da Innocente Geremia nel 1785, realizzato in occasione della sua nomina a vescovo di Belluno. Lasciò una significativa eredità spirituale e culturale: oltre al suo ruolo di pastore, fu membro dell'Accademia degli Anistamici di Belluno, dove tenne alcune dissertazioni. È sepolto a Venezia, nella chiesa di Santo Stefano.

## Opere
- Sebastiano Alcaini, Omilia recitata dall'illustriss. e reverendiss. monsig. Sebastiano Alcaini vescovo, e conte di Belluno ... nella sala del palazzo episcopale di Belluno al clero secolare, e regolare il giorno 7 agosto dopo l'ultima decisione dei casi del corrente anno 1788, Belluno, Simone Tissi, 1788, SBN VIAE006320.
- Sebastianus Alcaini Dei, et Apostolicae Sedis gratia episcopus, et comes Bellunensis, ac pontificio solio assitens venerabili clero, dilectissimo nobis in Christo Bellunensi populo salutem, et benedictionem, Belluno, Diocesi di Belluno, 1787, SBN VIAE019876.

## Genealogia episcopale
La genealogia episcopale è:
- Cardinale Scipione Rebiba
- Cardinale Giulio Antonio Santori
- Cardinale Girolamo Bernerio, O.P.
- Arcivescovo Galeazzo Sanvitale
- Cardinale Ludovico Ludovisi
- Cardinale Luigi Caetani
- Cardinale Ulderico Carpegna
- Cardinale Paluzzo Paluzzi Altieri degli Albertoni
- Papa Benedetto XIII
- Papa Benedetto XIV
- Papa Clemente XIII
- Cardinale Giovanni Francesco Albani
- Cardinale Carlo Rezzonico
- Vescovo Sebastiano Alcaini, C.R.S.